# WAX: We Are the X
WAX: We Are the X è un film del 2016 diretto da Lorenzo Corvino.
Road movie italiano prodotto da Vengeance in collaborazione con Rai Cinema che ha ottenuto la candidatura ai David di Donatello 2017 nella categoria Miglior regista esordiente.

## Riconoscimenti
- 2017 – David di Donatello
  - Candidatura - Miglior regista esordiente[1]